# Autodelta
L'Autodelta, o Auto Delta, era una casa automobilistica italiana, attiva dal 1963 al 1966, in seguito assorbita e divenuta denominazione distintiva del reparto corse Alfa Romeo.

## Il contesto
Dopo il ritiro dalle competizioni, avvenuto nel 1951, la direzione Alfa Romeo era piuttosto contraria ad impegnarsi ufficialmente nelle gare per derivate di serie che, nei primi anni sessanta, riscuotevano un grande successo di pubblico e, inoltre, vedevano spesso come protagoniste le "Giulietta" preparate da officine esterne.
Per superare il veto della direzione, il reparto esperienze dell'Alfa cercò di coinvolgere aziende esterne, come la Zagato e la Abarth, allo scopo di sviluppare il "progetto 105.11", un'automobile da competizione su base "Giulia" da impegnare nelle competizioni.
Per varie ragioni ed imprevisti, tali tentativi non ebbero esito ed un paio di ex tecnici Alfa Romeo, gli ingegneri Carlo Chiti e Lodovico Chizzola, decisero di creare una struttura autonoma adatta a portare a termine il "progetto 105.11", supportati dal consenso ufficioso dell'azienda milanese.

## L'Auto Delta

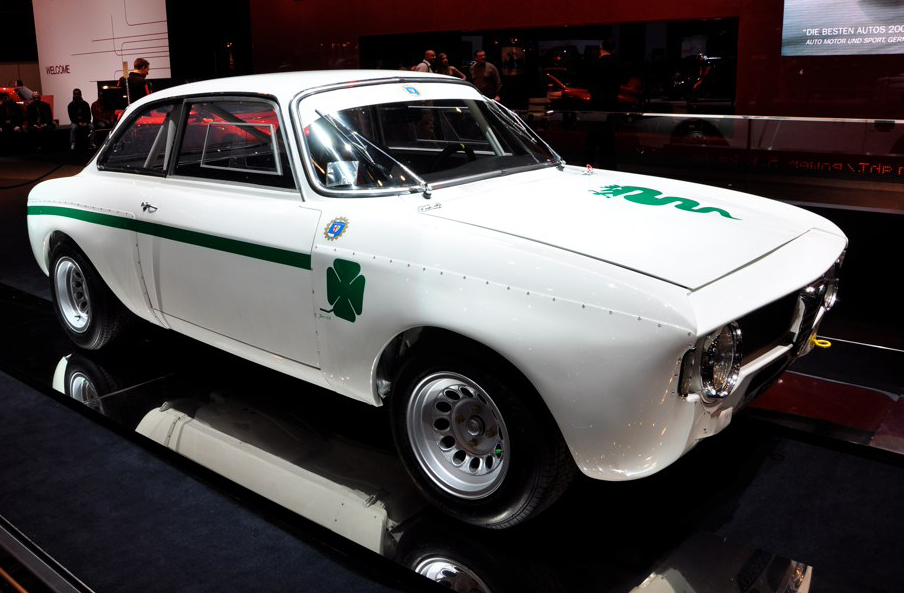
Alfa Romeo GTA 1300 Junior del 1966 ufficiale dell'Autodelta

Fondata dai soci paritari Chiti e Chizzola, con atto notarile del 4 marzo 1963, l'Auto Delta si insediò, il successivo 15 marzo, nei locali annessi alla concessionaria Innocenti di proprietà dell'ing. Chizzola, in via Galileo Galilei 9/3 a Tavagnacco. Tale dislocazione era stata scelta allo scopo di poter lavorare con la massima segretezza e senza dare adito a coinvolgimenti ufficiali.
In quella prima fase sperimentale, l'Auto Delta aveva il compito di assemblare e modificare le varie componenti fornite da molte aziende italiane ed estere, a cominciare dalle meccaniche Alfa Romeo, per finire alle carrozzerie della Zagato, passando per una miriade di altre forniture, comprese le parti in electron realizzate dalla Gilera. La prima "Giulia TZ" venne approntata nel maggio 1963.

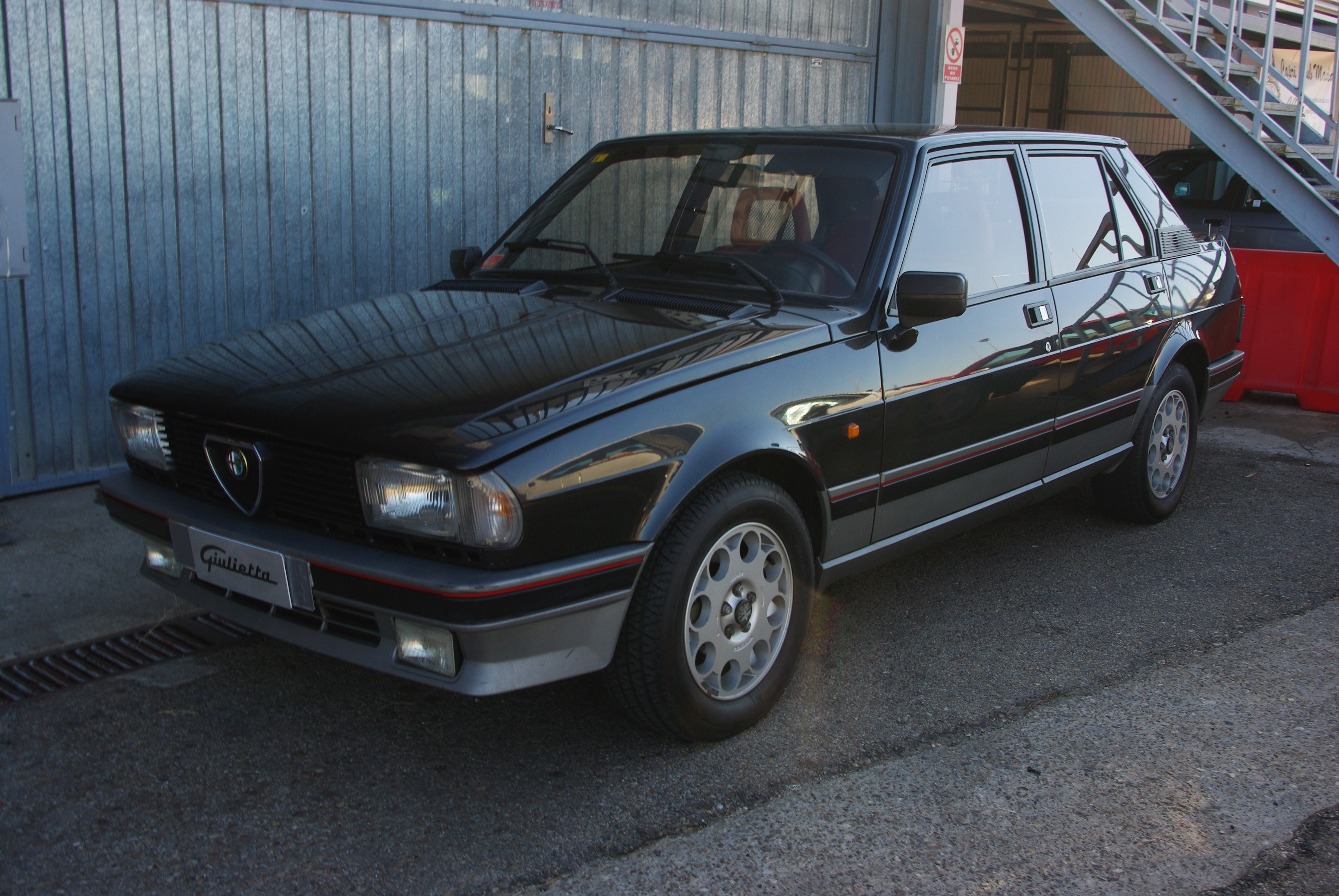
Alfa Romeo Giulietta Turbo, ultima vettura dell'Autodelta

Nella seconda metà del 1964, l'ing. Chiti studia la trasformazione della "Giulia GT" per le competizioni, realizzando il modello "GTA", la cui costruzione in piccola serie verrà affidata all'Auto Delta.
Il 5 ottobre 1964, l'Alfa Romeo e l'Auto Delta siglarono una convenzione che allargava il campo d'azione dell'azienda friulana, la quale veniva autorizzata alla realizzazione di prototipi, all'elaborazione delle meccaniche ed alla partecipazione diretta nelle gare. In sostanza, l'Alfa Romeo si preparava a riconoscere ufficialmente l'Auto Delta per farla divenire il proprio reparto corse.

## L'Autodelta
Il 30 novembre 1964, l'Auto Delta viene trasformata in "Autodelta S.p.A." con sede legale ed operativa a Feletto Umberto, ma con uffici amministrativi e commerciali in via Enrico Fermi 3/5 a Settimo Milanese.

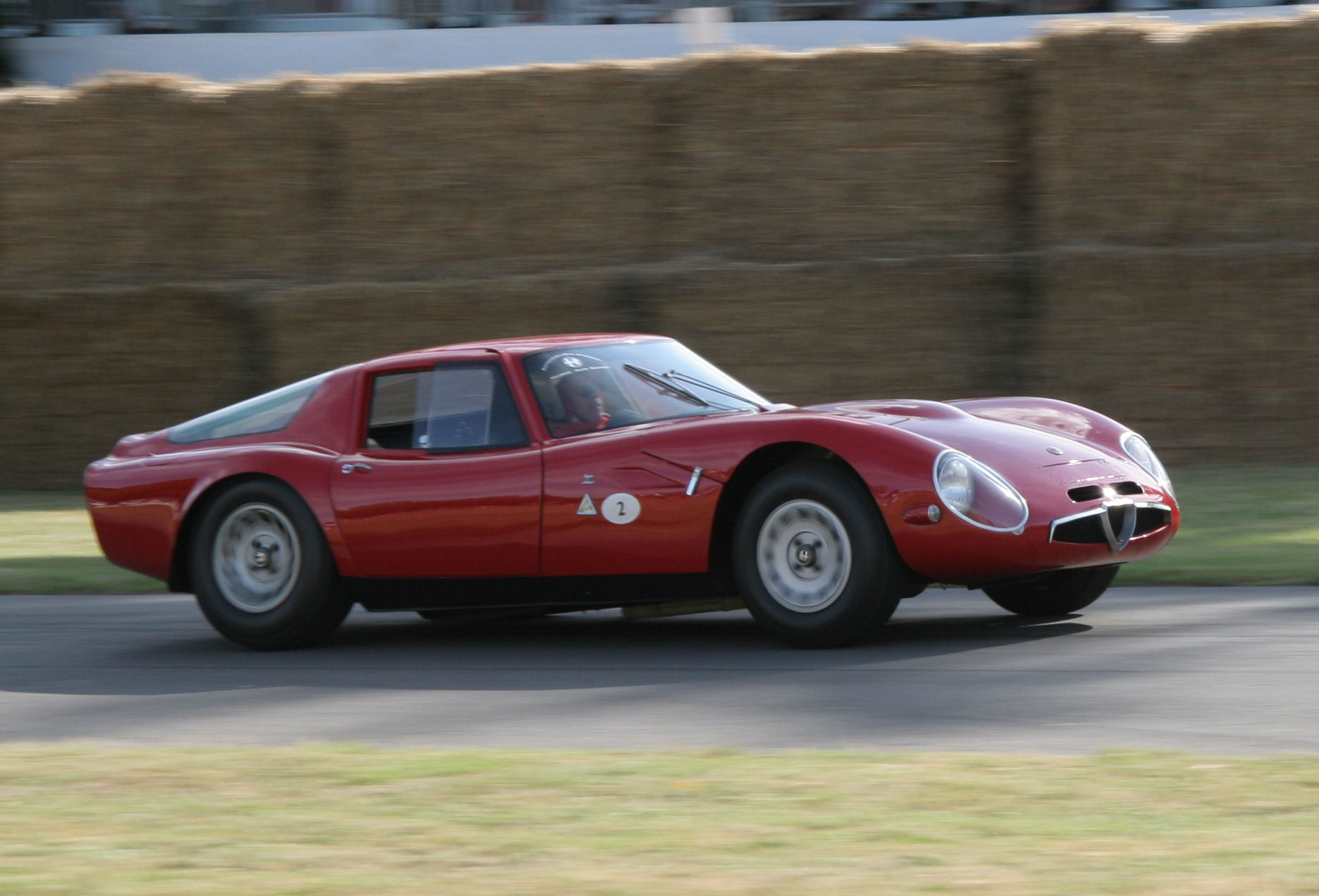
La "Giulia TZ2" del 1965, una delle più celebri realizzazioni della Autodelta

Nella nuova sede lombarda venne trasferito, nel 1965, anche il reparto ricerca e sperimentazione che si occupò del progetto e dello sviluppo della "Giulia TZ2", sotto la stretta direzione dell'ing. Chiti.
L'ing. Chizzola scelse di non trasferirsi in Lombardia, anche se l'attività produttiva a Feletto Umberto continuava a diminuire in favore della nuova sede milanese. In verità, la ragion d'essere di una sede tanto lontana da Milano era venuta meno con la decisione dell'Alfa Romeo di riaprire un proprio reparto per le competizioni.
Nel 1966 l'Autodelta venne messa in liquidazione e la sua struttura diede vita al nuovo Reparto Corse Alfa Romeo, le cui realizzazioni verranno, a volte, simbolicamente contraddistinte dal marchio "Autodelta" o "Delta".